# Досантос, Эрик
Эрик Габриэль Досантос Зайферт (исп. Eric Gabriel Dosantos Seifert, родился 25 февраля 1995 года) — уругвайский регбист, выступавший на позиции фланкера. Известен по играм за клуб «Пеньяроль» и сборную Уругвая.

## Игровая карьера
По образованию — инженер. За регбийный клуб «Пеньяроль» Досантос выступал в 2021—2023 годах, став его игроком в канун начала розыгрыша Американской Суперлиги сезона 2021 года. Дважды выигрывал Американскую Суперлигу. Также играл в чемпионате Уругвая за «Лобос». В 2015 году Досантос провёл 4 матча за сборную Уругвая не старше 20 лет. Выступал за сборную Уругвая по регби, дебютировав в её составе 1 ноября 2020 года в матче против сборной Испании. Всего им было сыграно 17 матчей за сборную и набрано 5 очков благодаря одной занесённой попытке.
Досантос сыграл всего одну игру на чемпионате мира 2023 года за сборную Уругвая против сборной Намибии, прошедшую 27 сентября, и провёл всего на поле 15 минут. Игра завершилась победой уругвайцев со счётом 36:26, однако Досантос в той встрече совершил опасный захват намибийца Адриана Бойсена, в результате которого оба столкнулись головами. Досантос получил жёлтую карточку и вынужден был покинуть поле до конца матча, поскольку при 10-минутном удалении до конца игры на момент стычки оставались всего 5 минут. После игры World Rugby собирался дисквалифицировать Досантоса на 6 игр за опасную игру, поскольку он и Бойсен столкнулись головами, но в связи с тем, что прежде у Досантоса не было дисциплинарных нарушений, наказание сократили до 3 матчей. Сам Досантос выразил желание посетить тренерскую программу, благодаря чему наказание сократили ещё до двух матчей, однако в любом случае он пропускал игру против Новой Зеландии и матч четвертьфинала чемпионата Уругвая за свой клуб «Лобос». Досантос стал шестым игроком, получившим подобную послематчевую дисквалификацию на чемпионате мира 2023 года.
27 декабря 2023 года Досантос объявил о завершении карьеры игрока, решив сконцентрироваться на своей работе инженера.